# São Pedro da Afurada
São Pedro da Afurada is een plaats (freguesia) in de Portugese gemeente Vila Nova de Gaia en telt 3442 inwoners (2001).